# Las Salinas
Las Salinas (catalansk: ses Salines) er en by og kommune i det østlige Spanien på øen Mallorca i provinsen De Baleariske Øer. Den har et indbyggertal på 5.129 (2024) indbyggere.